# Celama impudica
Celama impudica är en fjärilsart som beskrevs av Hugo Theodor Christoph 1893. Celama impudica ingår i släktet Celama och familjen trågspinnare. Inga underarter finns listade i Catalogue of Life.